# Řepníky
Řepníky är en ort i Tjeckien. Den ligger i regionen Pardubice, i den centrala delen av landet, 120 km öster om huvudstaden Prag. Řepníky ligger 432 meter över havet och antalet invånare är 408.
Terrängen runt Řepníky är huvudsakligen platt, men österut är den kuperad. Řepníky ligger uppe på en höjd. Runt Řepníky är det ganska glesbefolkat, med 38 invånare per kvadratkilometer. Närmaste större samhälle är Vysoké Mýto, 8,2 km nordost om Řepníky. Trakten runt Řepníky består till största delen av jordbruksmark.